# Bukovica (Kraljevo)
Pour les articles homonymes, voir Bukovica.
Bukovica (en serbe cyrillique : Буковица) est un village de Serbie situé sur le territoire de la ville de Kraljevo, district de Raška. Au recensement de 2011, il comptait 538 habitants.

## Démographie

### Évolution historique de la population
| 1948 | 1953 | 1961 | 1971 | 1981 | 1991 | 2002 | 2011 |
| ---- | ---- | ---- | ---- | ---- | ---- | ---- | ---- |
| 930  | 912  | 861  | 795  | 746  | 679  | 599  | 538  |

|  |